# یواس‌اس الارم (۱۸۷۳)
یواس‌اس الارم (۱۸۷۳) (به انگلیسی: USS Alarm (1873)) یک کشتی بود که طول آن ۱۵۸ فوت ۶ اینچ (۴۸٫۳۱ متر) بود. این کشتی در سال ۱۸۷۳ ساخته شد.